# Тетерин, Виктор Сергеевич
Виктор Сергеевич Тетерин (27 января 1906, Москва — 29 сентября 1975, Москва) — советский футболист, футбольный тренер. Заслуженный мастер спорта СССР (1947).

## Биография
Воспитанник московской команды «Замоскворецкий клуб спорта». Выступал в московских командах Всероссийского товарищества образовательно-производственных ассоциаций (ВТОПАС), Районный клуб имени Астахова (РКимА), «Динамо». Выступал за сборную Москвы (1931—1936). Играл за сборную РСФСР в 1931. В 1935 году провёл 3 неофициальных матча за сборную СССР против сборной Турции. Участник, в составе сборной Москвы первого матча с профессиональным зарубежным клубом, чехословацким «Жиденице» (Брно) 16 октября 1934 года. Участник матчей против сборной Басконии (1937).
Порой Тетерин играл весьма грубо, в чемпионате 1937 года он был дисквалифицирован на целый круг. Тем не менее даже такой непримиримый соперник динамовцев, как Николай Старостин в своей книге «Звезды большого футбола» высоко оценивал игру защитника.

Со своим одноклубником Львом Корчебоковым Тетерин придерживался классических канонов зонной защиты. Вместе они составили ту динамовскую пару, которая служила примером расстановки защитников до тех пор, пока на футбольном поле вместо двух не воцарилось три представителя задней линии

В сентябре — ноябре 1939 года — старший тренер «Динамо». Тренер в команде «Динамо» (Москва) (1939, 1940). Работал ответственным секретарем в МГС «Динамо» (1940—1941). Ответственный секретарь Московского областного совета «Динамо» (1949—1960)..

## Достижения
- Многократный чемпион Москвы
- Чемпион СССР 1936 (весна), 1937
- Обладатель Кубка СССР 1937
- В 1947 присвоено звание Заслуженный мастер спорта
- В «44-х» (журнал «ФиС»)— № 4 (1928), в списке 33 лучших футболистов СССР — № 2 (1933).